# Y tế nhi khoa khẩn cấp
Y tế nhi khoa khẩn cấp (Pediatric emergency medicine - PEM) là một chuyên ngành y tế của cả khoa nhi và y học cấp cứu. Nó liên quan đến việc chăm sóc những đứa trẻ không được phân loại, không cần thiết phải chăm sóc ngay với các bệnh cấp tính hoặc chấn thương mà cần được chăm sóc y tế ngay lập tức. Mặc dù thường không chăm sóc dài hạn hoặc kéo dài cho các bé, các bác sĩ cấp cứu nhi khoa thực hiện các điều tra và can thiệp cần thiết để chẩn đoán có phải bệnh nhân đang trong giai đoạn cấp tính hay không, liên lạc với các bác sĩ từ các chuyên khoa khác, và hồi sức và ổn định cho trẻ em bị bệnh nặng hoặc bị thương. Bác sĩ cấp cứu nhi khoa thường thực hành tại khoa cấp cứu bệnh viện.

## Đào tạo

### Mỹ
Bác sĩ cấp cứu nhi khoa tại Hoa Kỳ thực hiện một trong hai lộ trình đào tạo; bác sĩ có thể làm "cư trú" nhi khoa (3 năm) sau đó là học bổng cấp cứu nhi khoa (3 năm), hoặc nội trú y khoa khẩn cấp (3-4 năm) sau đó là học bổng cấp cứu nhi khoa (3 năm). Đa số các bác sĩ PEM thực hành theo lộ trình cũ. Hiện tại có hơn 50 chương trình học bổng PEM với tổng số 177 địa điểm thực hành tại Hoa Kỳ.
Một cuộc khảo sát được công bố vào năm 2009 cho thấy các bác sĩ PEM báo cáo sự hài lòng nghề nghiệp cao hơn các bác sĩ trong tất cả các chuyên khoa khác. Tính trung bình, các bác sĩ cấp cứu nhi khoa ở Hoa Kỳ kiếm được trung bình $ 273.683  mỗi năm. Họ cũng làm việc ít giờ hơn so với các chuyên gia các ngành khác.

### Canada
Tại Canada, các bác sĩ cấp cứu nhi khoa phải có một chứng chỉ bác sĩ y khoa (MD) và sau đó đăng ký vào một chương trình khoa nhi hoặc y tế khẩn cấp nội trú, cả hai đều kéo dài trung bình trong năm năm. Tuy nhiên, các bác sĩ nội trú sẽ không hoàn thành toàn bộ chương trình nội trú vì họ sẽ bắt đầu năm nội trú cuối cùng bằng việc chuyển sang chương trình cư trú khác để được đào tạo về cả hai chuyên ngành. Quy tắc này thường kéo dài thời gian làm nội trú thêm một vài năm. Do đó, toàn bộ chương trình cư trú thường có thời lượng khoảng 6 năm và dẫn đến bằng chứng nhận của Đại học Bác sĩ và Bác sĩ phẫu thuật Hoàng gia Canada.